# Scott Lyttle

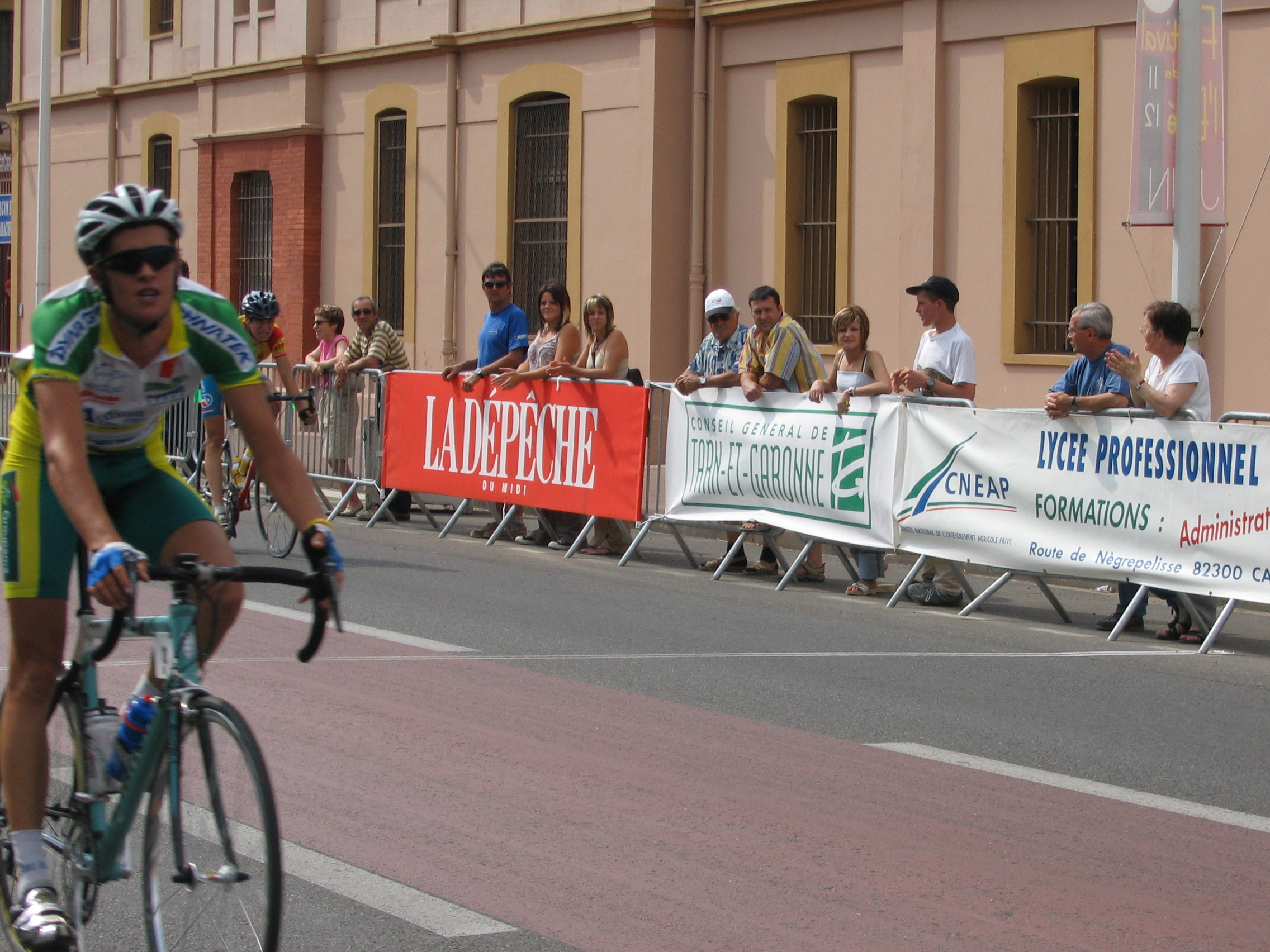
Scott Lyttle

Scott Lyttle (* 8. Februar 1984) ist ein neuseeländischer Straßenradrennfahrer.
Scott Lyttle gewann 2004 den Rice Mountain Classic. In den Jahren 2007 und 2008 fuhr er für den französischen Radsportclub CA Castelsarrasin, für den er unter anderem 2008 den Grand Prix Ville de Buxerolles gewann. 2009 fuhr Lyttle für das australische Continental Team Ride Sport Racing. In diesem Jahr gewann er zwei Etappen bei der Benchmark Homes Tour und erneut den Rice Mountain Classic. 2011 fuhr er für die neuseeländische Mannschaft PureBlack Racing und gewann er den Rev Classic und eine Etappe bei der Tour de Beauce.

## Erfolge
2011
- eine Etappe Tour de Beauce

## Teams
- 2009 Ride Sport Racing
- 2011 PureBlack Racing